# ITF Dothan
Das ITF Dothan (offiziell: Hardee’s Pro Classic vormals Movie Gallery Pro Tennis Classic und Dothan Pro Tennis Classic) ist ein Tennisturnier des ITF Women’s Circuit, das in Dothan, Alabama, auf Sandplatz ausgetragen wird.

## Siegerliste

### Einzel
| Jahr                   | Siegerin         | Finalgegnerin          | Ergebnis        |
| ---------------------- | ---------------- | ---------------------- | --------------- |
| ↓ Kategorie: $25.000 ↓ |                  |                        |                 |
| 2001                   | Irina Seljutina  | Ashley Harkleroad      | 6:4, 6:2        |
| ↓ Kategorie: $75.000 ↓ |                  |                        |                 |
| 2002                   | Milagros Sequera | Liezel Huber           | 7:67, 4:6, 6:1  |
| 2003                   | Akiko Morigami   | Milagros Sequera       | 6:3, 6:4        |
| 2004                   | Peng Shuai       | Jewgenija Linezkaja    | 6:2, 6:1        |
| 2005                   | Milagros Sequera | Varvara Lepchenko      | 2:6, 6:2, 6:4   |
| 2006                   | Juliana Fedak    | Varvara Lepchenko      | 4:6, 6:4, 6:2   |
| 2007                   | Chan Yung-jan    | Alla Kudrjawzewa       | 6:4, 6:2        |
| 2008                   | Bethanie Mattek  | Varvara Lepchenko      | 6:2, 7:63       |
| 2009                   | Shenay Perry     | Carly Gullickson       | 6:2, 6:2        |
| ↓ Kategorie: $50.000 ↓ |                  |                        |                 |
| 2010                   | Edina Gallovits  | Nastassja Jakimawa     | 6:1, 6:4        |
| 2011                   | Melinda Czink    | Stéphanie Foretz Gacon | 6:2, 6:3        |
| 2012                   | Camila Giorgi    | Edina Gallovits-Hall   | 6:2, 4:6, 6:4   |
| 2013                   | Ajla Tomljanović | Zhang Shuai            | 2:6, 6:4, 6:3   |
| 2014                   | Grace Min        | Victoria Duval         | 6:3, 6:1        |
| 2015                   | Louisa Chirico   | Katerina Stewart       | 7:61, 3:6, 7:61 |
| 2016                   | Rebecca Peterson | Taylor Townsend        | 6:4, 6:2        |
| ↓ Kategorie: $60.000 ↓ |                  |                        |                 |
| 2017                   | Kristie Ahn      | Amanda Anisimova       | 1:6, 6:2, 6:2   |
| ↓ Kategorie: $80.000 ↓ |                  |                        |                 |
| 2018                   | Taylor Townsend  | Mariana Duque Mariño   | 6:2, 2:6, 6:1   |
| 2019                   | Kristína Kučová  | Lauren Davis           | 3:6, 7:69, 6:2  |

### Doppel
| Jahr                   | Siegerinnen                             | Finalgegnerinnen                        | Ergebnis         |
| ---------------------- | --------------------------------------- | --------------------------------------- | ---------------- |
| ↓ Kategorie: $25.000 ↓ |                                         |                                         |                  |
| 2001                   | Marissa Irvin Janet Lee                 | Alina Schidkowa Gabriela Voleková       | 6:0, 6:2         |
| ↓ Kategorie: $75.000 ↓ |                                         |                                         |                  |
| 2002                   | Rika Fujiwara Maja Palaversic           | Samantha Reeves Jessica Steck           | 6:3, 6:0         |
| 2003                   | Milagros Sequera Christina Wheeler      | Julie Ditty Varvara Lepchenko           | 5:7, 6:1, 6:2    |
| 2004                   | Lisa McShea Milagros Sequera            | Peng Shuai Xie Yanze                    | 6:7, 6:4, 6:2    |
| 2005                   | Carly Gullickson Galina Woskobojewa     | Julie Ditty Vladimíra Uhlířová          | 4:6, 6:1, 6:2    |
| 2006                   | Monique Adamczak Soledad Esperón        | Edina Gallovits Varvara Lepchenko       | 6:4, 3:6, 6:4    |
| 2007                   | Chan Yung-jan Chuang Chia-jung          | Angelika Bachmann Vanessa Henke         | 6:2, 6:3         |
| 2008                   | Tetiana Luzhanska Michaela Paštiková    | Maria Fernanda Alves Stéphanie Dubois   | 6:1, 6:3         |
| 2009                   | Julie Ditty Carly Gullickson            | Jekaterina Bytschkowa Alexandra Panowa  | 2:6, 6:1, [10:6] |
| ↓ Kategorie: $50.000 ↓ |                                         |                                         |                  |
| 2010                   | Alina Schidkowa Nastassja Jakimawa      | María Irigoyen Teodora Mirčić           | 6:4, 6:2         |
| 2011                   | Walerija Solowjowa Lenka Wienerová      | Heidi El Tabakh Alison Riske            | 6:3, 6:4         |
| 2012                   | Eugenie Bouchard Jessica Pegula         | Sharon Fichman Marie-Ève Pelletier      | 6:4, 4:6, [10:5] |
| 2013                   | Julia Cohen Tatjana Maria               | Irina Falconi Maria Sanchez             | 6:4, 4:6, [11:9] |
| 2014                   | Anett Kontaveit Ilona Kremen            | Shelby Rogers Olivia Rogowska           | 6:1, 5:7, [10:5] |
| 2015                   | Johanna Konta Maria Sanchez             | Paula Cristina Gonçalves Petra Krejsová | 6:3, 6:4         |
| 2016                   | Asia Muhammad Taylor Townsend           | Caitlin Whoriskey Keri Wong             | 6:0, 6:1         |
| ↓ Kategorie: $60.000 ↓ |                                         |                                         |                  |
| 2017                   | Emina Bektas Sanaz Marand               | Kristie Ahn Lizette Cabrera             | 6:3, 1:6, [10:2] |
| ↓ Kategorie: $80.000 ↓ |                                         |                                         |                  |
| 2018                   | Alexa Guarachi Erin Routliffe           | Sofia Kenin Jamie Loeb                  | 6:4, 2:6, [11:9] |
| 2019                   | Usue Maitane Arconada Caroline Dolehide | Destanee Aiava Astra Sharma             | 7:65, 6:4        |

## Quelle
- ITF Homepage